# Josemi
José Miguel González Rey známý jako Josemi (* 15. listopadu 1979, Torremolinos, Španělsko) je španělský fotbalový obránce. Hraje na postu stopera (středního obránce).
Mimo Španělska působil v Anglii, Řecku a Indii. S Liverpool FC vyhrál Ligu mistrů UEFA v sezoně 2004/05 a následně Superpohár UEFA v roce 2005.